# Wojna dziewięcioletnia (Irlandia)
Irlandzka wojna dziewięcioletnia, nazywana również Rebelią Tyrone’a – wojna pomiędzy tzw. sojuszem Irlandzkim (konfederacją zbuntowanych irlandzkich lordów), kierowanym głównie przez Hugh O’Neilla z Tyrone i Hugh Roe O’Donnell z Tyrconnell oraz ich sojusznikiem – Królestwem Hiszpanii, a Królestwem Anglii; miała miejsce w Irlandii i trwała na jej terenie od 1593 do 1603 roku.

## Przyczyny
Irlandzka wojna dziewięcioletnia była spowodowana sprzeciwem irlandzkiego lorda O’Neilla wobec postępującej ekspansji Anglii na terenie Irlandii. Zebrał on innych irlandzkich lordów, którzy sprzeciwili się Anglii oraz niektórych katolików, którzy wyrażali zdecydowany sprzeciw wobec rozprzestrzeniania się protestantyzmu na wyspie.

## Przebieg wojny
W 1592 roku Hugh Roe O’Donnell wypędził angielskiego szeryfa – kapitana Willisa z Tyrconnell. W 1593 roku Maguire (Hugh Maguire – wódz irlandzkiego klanu Maguire) wspierany przez wojska z Tyrone dowodzone przez brata Hugh O’Neilla, Cormaca MacBarona połączył siły, by sprzeciwić się wprowadzeniu kapitana Willisa jako szeryfa do Maguire’s Fermanagh, które należało do klanu Hugh’a Maguire’a. Po wypędzeniu Willisa z Fermanagh, Maguire z pomocą brata O’Neilla rozpoczął karne najazdy na północne Connacht, paląc okoliczne wioski. Maguire w czerwcu rozpoczął bardziej ambitny nalot, kiedy to starł się z siłami dowodzonymi przez gubernatora Connacht, Sir Richarda Binghama, pokonując Anglików. W odpowiedzi na naloty Maguire’a siły koronne zebrano pod dowództwem Sir Henry’ego Bagenala, który rozpoczął wyprawę do Monaghan, a następnie Fermanagh, aby pokonać Maguire’a i jego sojuszników. Bagenal wkroczył do Fermanagh 22 września 1593 roku, a cztery dni później dołączył do niego O’Neill. Nie mogąc przeprawić się przez rzekę Erne, Henry Bagenal i O’Neill pomaszerowali na północ, do północnego krańca Dolnego Jeziora Erne. Maguire wysłał w tym czasie siły które miały pokonać wojska koronne Bagenala i O’Neilla, lecz poniosły klęskę w bitwie pod Belleek 10 października.
Początkowo O’Neill pomagał Anglikom, mając nadzieję, że dzięki okazaniu lojalności i pomocy siłom angielskim zostanie mianowany na Lorda Prezydenta Ulsteru. Elżbieta I jednak odmówiła i postanowiła dać tę funkcję Henry’emu Bagenalowi. Wtedy Hugh O’Neill zrozumiał, że angielska ekspansja jest nieunikniona i zagraża jego władzy, więc postanowił dołączyć do irlandzkiej rebelii.
W 1595 roku, O’Neill i O’Donnell napisali do króla Hiszpanii Filipa II z prośbą o pomoc, proponując w zamian zostanie jego wasalami. Zaproponował również, aby jego kuzyn arcyksiążę Albert został księciem Irlandii, ale nic z tego nie wyszło. Po rozejmie pod koniec 1595 roku Hugh Maguire poddał się w kwietniu 1596, a Tyrone obiecał wyjaśnić swoje postępowanie przed królową w Londynie, ale przybycie trzech hiszpańskich wysłanników Filipa II w 1596 roku i dostawy zaopatrzenia dla buntowników zakończyły wszelkie szanse na pokój.

## Irlandzkie pasmo zwycięstw
Angielskie władze z czasem zauważyły skalę buntu i podjęli bezskuteczne próby negocjacji. Po nieudanych negocjacjach w 1595 roku armie angielskie próbowały włamać się do Ulsteru, ale zostały odparte w bitwie pod Clontibret. Kolejną dotkliwą klęskę Anglicy ponieśli w 1598 roku w bitwie pod Yellow Ford.
Ciągnące się pasmo zwycięstw wywołało kolejne irlandzkie powstania przeciw władzy angielskiej.

## Armia Angielska pod dowództwem Roberta Devereux’a
W 1599 roku Robert Devereux, drugi hrabia Essex’u przybył do Irlandii z ponad 17 000 żołnierzy angielskich. Posłuchał rady irlandzkiej Tajnej Rady, aby osiedlić południe kraju garnizonami przed podjęciem zamachu na Ulster, ale to jedynie rozproszyło jego siły i skończyło się licznymi niepowodzeniami. Wyprawy, które zorganizował okazały się katastrofalne. Wymagane zwierzęta juczne i statki nie zostały wysłane, co spowodowało, że tysiące żołnierzy nie mogąc ruszyć do boju tkwiło w zamkniętych niehigienicznych garnizonach i umierało na liczne choroby takie jak tyfus czy czerwonka. Robert Devereux następnie wrócił do Londynu, chcąc dokonać puczu dworskiego, za co został poddany egzekucji.
Następcą Devereux’a został Lord Mountjoy – Charles Blount, który w przeciwieństwie do swojego poprzednika odniósł liczne sukcesy.
W listopadzie 1599 roku O’Neill wysłał 22-punktowy dokument do królowej Elżbiety, wymieniając swoje warunki porozumienia pokojowego. Wezwał on do samorządnej Irlandii z oddaniem skonfiskowanych ziem i kościołów, wolności przemieszczania się i silnej tożsamości rzymskokatolickiej. W odniesieniu do suwerenności Irlandii zaakceptował teraz zwierzchnictwo angielskie, ale zażądał, aby wicekról był przynajmniej hrabią i członkiem Tajnej Rady Anglii. Doradca Elżbiety, sir Robert Cecil, skomentował to na marginesie dokumentu słowem „Utopia”.

## Zakończenie buntu w Munster
George Carew, angielski Lord Prezydent Munster, zdołał stłumić bunt w Munster do połowy 1601 roku. Do lata 1601 roku odbił większość głównych zamków w Munster i rozproszył siły irlandzkie. Najemnicy O’Neilla zostali wypędzeni z prowincji, a rebelia chyliła się ku upadkowi.

## Koniec wojny
Ostatecznie angielska taktyka spalonej ziemi, dobrze dowodzona armia angielska Charlesa Blounta i okrążanie miast buntowników doprowadziły do ostatecznej klęski Irlandii. O’Neill przetrwał do 30 marca 1603 roku, kiedy poddał się na dobrych warunkach Mountjoyowi, podpisując traktat z Mellifont.

## Skutki konfliktu
Irlandzcy buntownicy dostali od nowego króla Jakuba I dobre warunki do życia, co miało ostatecznie zakończyć zapał rebeliantów. O’Neill, O’Donnell i inni wodzowie Ulsteru, którzy przeżyli, otrzymali pełne ułaskawienie i zwrot swoich posiadłości. Postanowienia traktatu z Mellifont nakazywały irlandzkim lordom porzucenie irlandzkich tytułów i prywatnych armii najemnych, oraz złożenie przysięgi wierności Koronie Anglii. Angielska taktyka spalonej ziemi po czasie przyniosła klęskę głodu w Ulsterze, a w samym konflikcie zginęło 100 000 irlandzkich cywilów i żołnierzy. Wojna doprowadziła również Królestwo Anglii na skraj bankructwa.